# Lom (Mosti járás)
Lom város Csehországban, a Mosti járásban. Lom Litvínov, Český Jiřetín, Osek, Meziboří, Mariánské Radčice és Louka u Litvínova településekkel határos. Lakosainak száma 3715 fő (2024. január 1.).

## Népesség
A település lakosságának változását az alábbi diagram mutatja:
| Lakosok száma | 1148 | 7654 | 8806 | 6102 | 4042 | 3730 | 3700 | 3700 | 3616 | 3715 |
|               | 1869 | 1900 | 1921 | 1961 | 1980 | 2011 | 2016 | 2019 | 2021 | 2024 |